# دیگو کورالس
دیگو کورالس (انگلیسی: Diego Corrales; ۲۵ اوت ۱۹۷۷ – ۷ مهٔ ۲۰۰۷) بوکسور اهل ایالات متحده آمریکا بود.